# Gualterio III de Enghien
Gualterio III de Enghien (5 de junio de 1302-16 de octubre de 1345), fue un caballero de Brabante, señor de Enghien.

## Biografía
Era hijo de Gualterio II de Enghien y Yolanda de Flandes, se casó con Isabel de Brienne (hija de Gualterio V de Brienne, duque de Atenas) en enero de 1321. Isabel, conocida como la bella Helena, sucedió a su hermano, Gualterio VI de Brienne, en 1356, como condesa de Lecce y Conversano y conde de Brienne.
Era un aliado de Eduardo III de Inglaterra, de Guillermo I de Henao contra Roberto Bruce en Escocia; en Inglaterra asistió a la creación y celebración de la Orden de la Jarretera en 1343.
De la unión de Gualterio III e Isabel nacieron:
- Gualterio de Enghien (5 de junio de 1322-18 de noviembre de 1340);
- Isabel de Enghien (fallecida el 28 de diciembre de 1357), abadesa de Flines en 1356;
- Sigerio II de Enghien;
- Juan de Enghien (fallecido en 1380);
- Margarita de Enghien, casada con Pedro de Préaux;
- Luis de Enghien (fallecido el 17 de marzo de 1394), conde de Brienne, duque titular de Atenas y sucedió a su sobrino;
- Guido de Enghien (fallecido en 1377), señor de Argos;
- Engelberto de Enghien (1330 - 20 de febrero de 1403), señor de Ramerupt, de la Folie, de Seneffe, de Tubize Brages, Facuwez, Petit-Roman-Brabant, Bogarden y Lembeek, esposo de Margarita de Longueval, señora de Nevele;
- Francisca de Enghien, casada con el conde Pedro de Montebello;